# Achtersteven (sterrenbeeld)

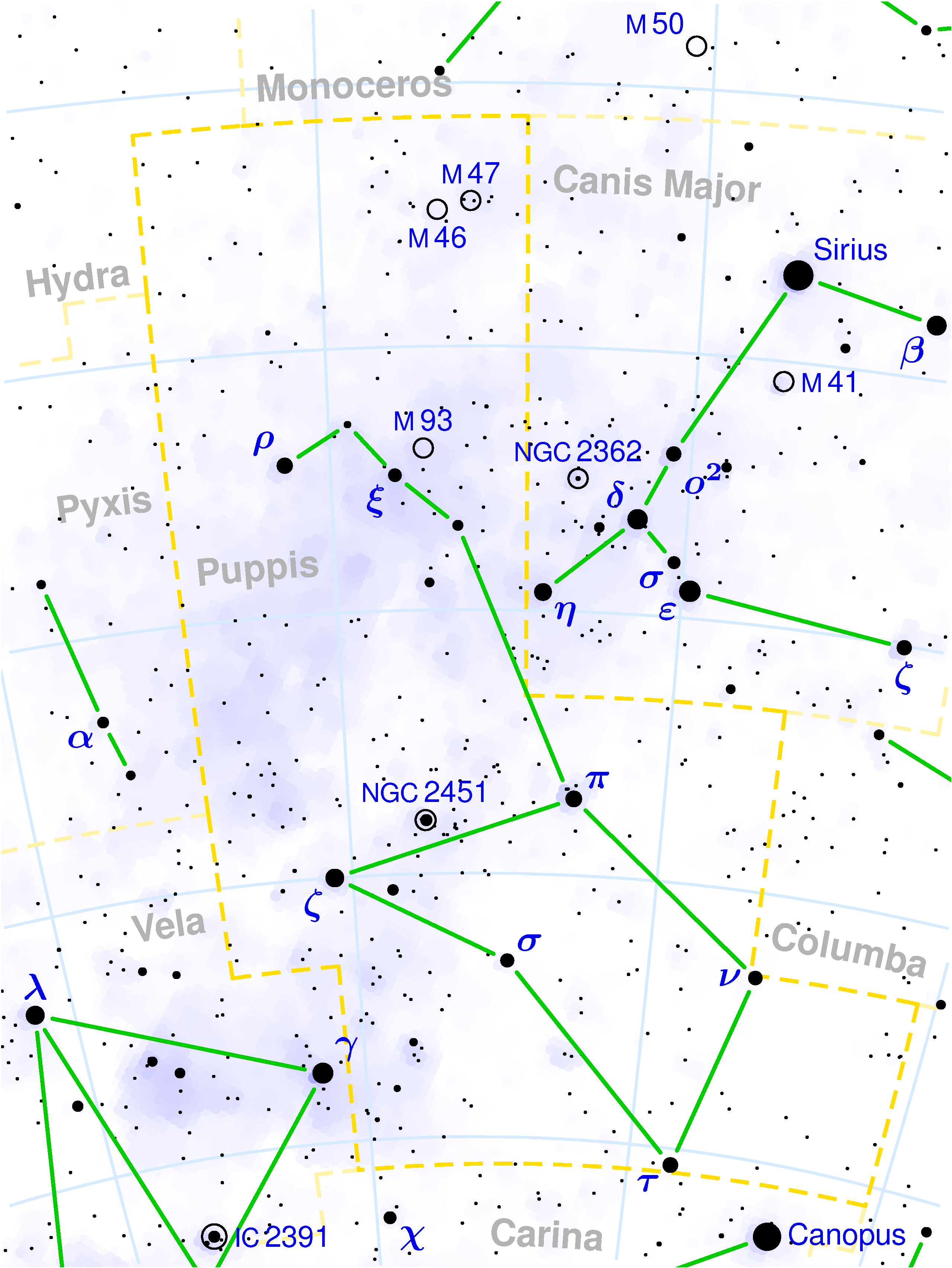
Kaart van het sterrenbeeld Achtersteven.

Achtersteven (Puppis, afkorting Pup) is een sterrenbeeld aan de zuidelijke hemelkoepel tussen rechte klimming 6u02m en 8u26m en declinatie −11° −51'. Vanaf de breedte van de Benelux is alleen het noordelijk deel te zien.
Samen met de sterrenbeelden Kiel (Carina), Kompas (Pyxis) en Zeilen (Vela) maakt Puppis deel uit van het klassieke sterrenbeeld Schip Argo, wat tegenwoordig geen officieel sterrenbeeld meer is.

## Beschrijving
Achtersteven is een redelijk groot sterrenbeeld dat in een rijk gedeelte van het melkweg is gelegen en voor amateur-astronomen verschillende mooie objecten omvat. Omdat het deel heeft uitgemaakt van een groter sterrenbeeld bevat Achtersteven maar een paar Bayer-sterren.
In het midden van de achttiende eeuw deelde Nicolas Louis de Lacaille Argo Navis op in de vier kleinere sterrenbeelden: Kiel, Kompas, Achtersteven en Zeilen

## Sterren
(in volgorde van afnemende helderheid)
- Naos (ζ, zeta Puppis)
- Azmidiske (ξ, xi Puppis)
- HD69830, een ster waarbij een planetoïdengordel vermoed wordt

## Wat is er verder te zien?
Er bevinden zich 3 objecten in dit sterrenbeeld die voorkomen op de lijst van Charles Messier, alle open sterrenhopen:
- Messier 46 (NGC2437)
- Messier 47 (NGC2422)
- Messier 93 (NGC2447)

Verder is het balkspiraalstelsel NGC 2427 en vele andere sterrenhopen te zien in de Melkweg die door het Achtersteven loopt.

## Aangrenzende sterrenbeelden
(met de wijzers van de klok mee)
- Eenhoorn (Monoceros)
- Grote Hond (Canis Major)
- Duif (Columba)
- Schilder (Pictor)
- Kiel (Carina)
- Zeilen (Vela)
- Kompas (Pyxis)
- Waterslang (Hydra)